# Aeropuerto de la Ciudad de Bălţi
El Aeropuerto de Bălţi-Ciudad (OACI: LUBA), también conocido como Aeropuerto de Bălţi (del rumano: Aeroportul Bălți-Oraș) (del russo: Аэропорт Бельцы-Город) fue el segundo aeropuerto más grande de Moldavia y uno de los dos principales aeropuertos civiles de Bălţi (el segundo es el Aeropuerto Internacional de Bălți-Leadoveni, situado en el suburbio de Bălți en Corlăteni).
Creado después de la Segunda Guerra Mundial para sustituir al principal aeródromo militar de Moldavia en Bălţi (situado en el suburbio de Balti, Singureni), el aeropuerto civil de Bălţi-Ciudad fue el segundo más concurrido de Moldavia para el tráfico aéreo nacional moldavo y soviético hasta finales de la década de 1980, cuando entró en funcionamiento el segundo aeropuerto de Bălţi, el Aeropuerto Internacional de Bălți-Leadoveni. 
El aeropuerto de Bălţi-Ciudad cesó sus actividades aeroportuarias y de navegación aérea en 2010, tras el traspaso de todos los inmuebles y terrenos del aeropuerto a la Zona Económica Libre de Balti, con la condición de que la Zona Económica Libre de Balti construyera inmuebles en el Aeropuerto Internacional de Bălți-Leadoveni para sustituir los inmuebles recibidos del aeropuerto municipal de Bălţi-Ciudad.
El aeropuerto de Bălţi-Ciudad está situado en los límites orientales de la zona urbana de Bălţi, frente al suburbio de Bălţi, el pueblo de Elizaveta, que forma parte del Municipio de Bălţi, a una distancia de 3,2 km del centro de Bălţi. El aeropuerto consta de una terminal de pasajeros que sirve de terminal aérea para los vuelos nacionales moldavos y soviéticos, así como de hangares para aviones y carga y un centro de control. En 1977, el número de vuelos nacionales de Chișinău a Bălţi superó 7 veces el número de vuelos a cualquier otro destino nacional más popular de Moldavia. Durante su existencia, el aeropuerto de Balti-Ciudad prestó servicio a unos 30 destinos: tanto a destinos nacionales locales como a repúblicas soviéticas vecinas (República Socialista Soviética de Ucrania, República Socialista Federativa Soviética de Rusia). 
Durante el período soviético, el aeropuerto de Bălţi-Ciudad era un centro de operaciones para los aviones y helicópteros de las aerolíneas Aeroflot, Unidad de Aviación Combinada Bălţi
(Unidad de Vuelo no. 281 Bălţi) de la Dirección de Aviación Civil de la RSSM, con escuadrones aéreos civiles de Bălţial aeropuerto de Chișinău y al aeródromo de Bender, así como para los aviones y helicópteros de Moldaeroservice.

## Historia

### Inicios
Durante la Segunda Guerra Mundial, la principal base aérea militar de Besarabia y de la región estaba en Bălţi, situada fuera de la zona urbanizada de Bălţi, en el pueblo vecino de Singureni. El aeródromo militar de Bălţi en Singureni, tenía 5 aeródromos avanzados desplegados por el IAP-55, 2 de ellos en la RSS de Moldavia y 3 en la RSS de Ucrania. Tras la caída de Balti bajo la jurisdicción soviética y hasta el final de la Segunda Guerra Mundial, Aeroflot llegó a Bălţi, a partir de la fusión, el 1 de noviembre de 1930, de Ukrvozdukhput y Dobroliot (Dobroliot deriva de Deruluft, una compañía germano-rusa fundada el 8 de noviembre de 1921). El desarrollo de la aviación civil en la región norte de República Socialista Soviética de Moldavia continuó después de 1944, cuando dos aviones Polikarpov Po-2 aterrizaron en el antiguo aeródromo militar de Bălţi en Singureni, seguidos por un Yakovlev Yak-12 procedente de Chișinău. Los aviones pertenecían a la filial moldava de Aeroflot.
En la posguerra, la aviación civil era necesaria a falta de una red completa de carreteras funcionales. Así, el 15 de mayo de 1947, sobre la base de este aeródromo de Singureni, se inauguró la base de servicios aéreos de Bălţi. Ese mismo año se enviaron tres Yakovlev Yak-12 desde Chișinău a Bălți, transportando correo civil y carga, y al año siguiente se utilizaron para vuelos de pasajeros, así como para el transporte de personal médico desde Bălți a las localidades, para el transporte de enfermos graves a los hospitales de Chișinău y para vuelos en la agricultura y la silvicultura. Los aviones mencionados entregaron correo a los siguientes destinos desde Bălți: Cuhnești, Ocnița, Glodeni y, en caso necesario, entrega de 1-2 pasajeros a Chișinău.
Los primeros años de operaciones de la aviación civil después de la Segunda Guerra Mundial en el aeródromo militar de Singureni pusieron de manifiesto las deficiencias de la infraestructura militar allí existente para los vuelos civiles programados, entre ellas la distancia del centro de Bălți para los aviones que no necesitaban una pista larga y la ausencia de la carretera troncal M14, construida posteriormente, que hoy conecta Bălți con el Aeropuerto Internacional de Bălți-Leadoveni en Corlăteni, el pueblo vecino de Singureni. Por estas razones, se decidió crear un aeropuerto civil dentro de los límites de la ciudad de Bălți, en particular para facilitar el servicio de los vuelos nacionales con aviones ligeros. 

### Desarrollo
En la posguerra, el aeropuerto de Bălți-Ciudad se convirtió rápidamente en el segundo centro de aviación civil de la RSS de Moldavia.
En 1954, se puso en marcha el terminal de pasajeros recién construido en el aeropuerto de Bălți-Ciudad, y los aviones militares Lisunov Li-2 modificados en aviones civiles comenzaron a aterrizar desde Balti a Lviv, Ivano-Frankivsk y Chernivtsí. El primer comandante de escuadrón civil de la Empresa de Aviación de Balti fue A.N. Vorontsov.
A partir de 1961, el aeropuerto de Bălți-Ciudad empezó a recibir aviones Ilyushin Il-14 para aterrizar y transportar pasajeros en rutas interurbanas a las ciudades más remotas de la antigua Unión Soviética con aviones de Aeroflot.
En septiembre de 1969 se formó el Unidad de Aviación Combinada Bălți (del russo: Бельцкий ОАО - Объединённый Авиационный Отряд). Todos los helicópteros Antonov An-2 y Yakovlev Yak-12 y los aviones de la Unidad de Aviación N.º 253 Chișinău de la Unidad de Aviación Combinada Chișinău (por lo que todos los aviones y helicópteros mencionados de la Dirección de Aviación Civil de la República Socialista Soviética de Moldavia fueron transferidos a la Unidad de Aviación Bălți n.º 281 (del russo: Бельцкий (АО) авиаотряд №281) de la Unidad de Aviación Combinada Bălți. En el aeródromo de Bender (Tighina) estaba estacionado un escuadrón civil (del russo: авиазвено) de la Unidad de Aviación Bălți n.º 281 formada por 2-3 aviones Antonov An-2 y 1-2 helicópteros Mil Mi-1. En el aeropuerto de Chișinău estaba estacionado un escuadrón civil de la Unidad de Aviación Bălți n.º 281, compuesto por 4-5 aviones Antonov An-2, para misiones médicas y vuelos locales.
El aeropuerto tenía una superficie de 136,49 ha y estaba gestionado por Moldaeroservice, fundada por el Ministerio de Transportes e Infraestructuras Viarias.
Hacia finales de los años 80 del siglo XX, el tráfico de pasajeros en el aeropuerto de Bălți-Ciudad comenzó a disminuir debido a la aparición de conexiones de autobuses terrestres en las nuevas carreteras de la RSS de Moldavia y debido al aumento de los viajes de larga distancia en aviones a reacción - entonces, en 1987, se completaron las obras de construcción de la nueva pista capaz de servir a los aviones del tipo Túpolev Tu-134, Túpolev Tu-154 e Ilyushin Il-76. Desde entonces, los vuelos regulares con Túpolev Tu-134 y Antonov An-24 han comenzado a operar desde el Aeropuerto Internacional de Bălți-Leadoveni. Hasta 2010, el aeropuerto de Bălți-Ciudad, junto con las pistas para helicópteros, se utilizaba para los servicios públicos, la agricultura, así como para vuelos ocasionales y cortos entre los distritos de la República de Moldavia.

### Decisión del Gobierno de 2010
El aeropuerto de Bălți-Ciudad existió desde la posguerra hasta 2010, cuando el Gobierno de la República de Moldavia decidió transferir los terrenos del aeropuerto de Bălți-Ciudad a la Zona Económica Libre de Bălți, con la obligación de construir edificios en el Aeropuerto Internacional de Bălți-Leadoveni a cambio de los edificios recibidos del aeropuerto de Bălți-Ciudad. Hasta ahora, la Zona Económica Libre de Bălți (ZEL Bălți)  no ha cumplido su obligación de construir nuevos edificios en el Aeropuerto Internacional de Bălți-Leadoveni.
Mediante la Decisión del Gobierno n.º 983 de 19 de octubre de 2010 "Sobre la transferencia de bienes inmuebles" (complementada por la Decisión n.º 1199 de 31.10.2016), todos los terrenos del aeropuerto fueron transferidos a la gestión del Ministerio de Economía para su uso en la expansión de la actividad de la ZEL Bălți. Según el estudio de viabilidad elaborado por el Ministerio de Economía en 2011, se preveía la creación de un parque industrial y una  incubadora de empresas en los terrenos recibidos por la ZEL Bălți, los objetivos estratégicos de la creación del parque industrial en la subzona n.º 3 Los objetivos estratégicos del plan estratégico del parque industrial en la subzona 3 de la ZEL Bălți son: atraer inversiones locales y extranjeras en el municipio de Bălți, aumentar la cuota del sector industrial del municipio y de la Región de Desarrollo del Norte de Moldavia en el volumen industrial total mediante la renovación de sectores industriales competitivos basados en tecnologías modernas e innovadoras, asumir las prácticas operativas de las empresas extranjeras en las actividades de producción industrial, llevar a cabo actividades económicas en consonancia con las oportunidades específicas de desarrollo de la Región de Desarrollo del Norte de Moldavia, incluyendo un uso más eficiente de los activos públicos, crear puestos de trabajo en el parque industrial, desarrollar los recursos humanos mediante el aumento de la calidad de la formación en el parque.
En la actualidad, a pesar de las disposiciones del estudio de viabilidad, en los terrenos del aeropuerto de Bălți-Ciuadad transferidos a la Zona Económica Libre de Bălți se han construido varios edificios y complejos de ocio y entretenimiento.

## Accesos y transporte público
El aeropuerto de Bălți-Ciuadad está situado directamente en Bălți, en la frontera oriental, cerca del barrio "Autogara", en la salida de Bălți hacia Soroca, frente al pueblo de Elizaveta, a 3,2 km del centro de Bălți y es accesible mediante las líneas 1, 3 y 4 del trolebús. Las carreteras nacionales R13 y R14 (parte de la carretera de circunvalación de Bălți) pasan junto al aeropuerto Bălţi-Ciudad.

## Operador
En 1958 se formó el Escuadrón Civil de Bălți (del russo: Бельцкая АЭ - Авиационная Эскадрилья) además del Grupo de Aviación Especial de la Flota Aérea Civil de Moldavia (del russo: Молдавская ОАГ ГВФ - Особая Авиационная Группа Гражданского Воздушного Флота).
Desde el 27 de julio de 1964 el Escuadrón Civil de Bălți está subordinado al Grupo de Aviación Especial de la Aviación Civil (del russo: Молдавская ОАГ ГА - Особая Авиационная Группа Гражданской Авиации).
Entre julio de 1965 y 1966 el Escuadrón Civil Combinado de Bălți (del russo: Бельцкая ОАЭ - Объединённая Авиаэскадрилья) estuvo subordinado a la Unidad de Aviación Combinada de Chișinău (del russo: Кишинёвский ОАО - Объединённый Авиационный Отряд).
Desde 1966 hasta septiembre de 1969 la Unidad de Aviación de Bălți n.º 281 (del russo: 281-й ЛО (Бельцы) - Лётный Отряд) está subordinada a la Dirección de Aviación Civil de la República Socialista Soviética de Moldavia (del russo: Молдавское УГА - Управление Гражданской Авиации).
Entre septiembre de 1969 y febrero de 1978, la Unidad de Aviación Combinada de Bălți (del russo: Бельцкий ОАО - Объединённый Авиационный Отряд) estuvo subordinada a la Dirección de Aviación Civil de la República Socialista Soviética de Moldavia.
Desde febrero de 1978 hasta el 1 de enero de 1983 la Unidad de Aviación Combinada de Bălți está subordinada a la Unidad de Producción Republicana de la Aviación Civil de Moldavia (del russo: Молдавское РПО ГА - Республиканское Производственное Объединение Гражданской Авиации).
Desde el 1 de enero de 1983, la Unidad de Aviación Combinada de Bălți está subordinada a la Dirección de Aviación Civil de la República Socialista Soviética de Moldavia.
La empresa estatal "Moldaeroservice", fue fundada en 1966 como la Unidad de Aviación de Bălți n.º 281 (del russo: Бельцкий авиаотряд №281) de la Unidad de Aviación Combinada de Bălți por orden del Ministro de Aviación Civil de la URSS, basándose en la escuadra de aviación civil de aviones Yakovelev Yak-12 y Antonov An-2. Junto con los servicios del aeropuerto Bălţi-Ciudad, la Unidad de Aviación de Bălți n.º 281 formaron la Unidad de Aviación Combinada de Bălți.
El comandante de la Unidad de Aviación de Bălți n.º 281 fue nombrado Nicolae Zavadschii, el jefe del aeropuerto - Petru Ovcinicov, el jefe de la base del servicio técnico del aeropuerto - Victor Șerstiuc y el jefe de la Unidad de Aviación Combinada de Bălți - Vitalie Bezdenejnîh. Entre los comandantes de la Unidad de Aviación Combinada de Bălți se encontraban: Alexei Liciman, Yevgeny Ilyakov, Anatolii Bajucov, Alexei Alexeev, Vasilii Burma, Ivan Tomac, Vladimir Rishkov, Valery Cenin. Entre los jefes de la base de servicios técnicos del aeropuerto estaban Grigore Rotari, Boris Cabac, Victor Gherta. El servicio de aeronavegación estaba dirigido por Dmitrie Covalciuc, y el de pasajeros por Maria Ribacova, Alexandr Ojegov, Leonid Soloviov. El servicio de aeropuerto y de tierra fue dirigido por Petru Lobanov, Rașid Biriucov, Dmitrie Gubarev, Vasile Barabaș. A lo largo de su desarrollo, la empresa pasó por muchas etapas de reestructuración y avance. En 1989 se puso en funcionamiento la pista de hormigón en el recién construido Aeropuerto Internacional de Bălți-Leadoveni (también gestionado por Moldaeroservice), gracias a la cual los beneficiarios de la región norte de la República de Moldavia obtuvieron la posibilidad de viajar en avión a 14 ciudades de la antigua URSS con aviones del tipo Antonov An-24, Tupolev Tu-134, Let L-410 Turbolet hasta 1993.

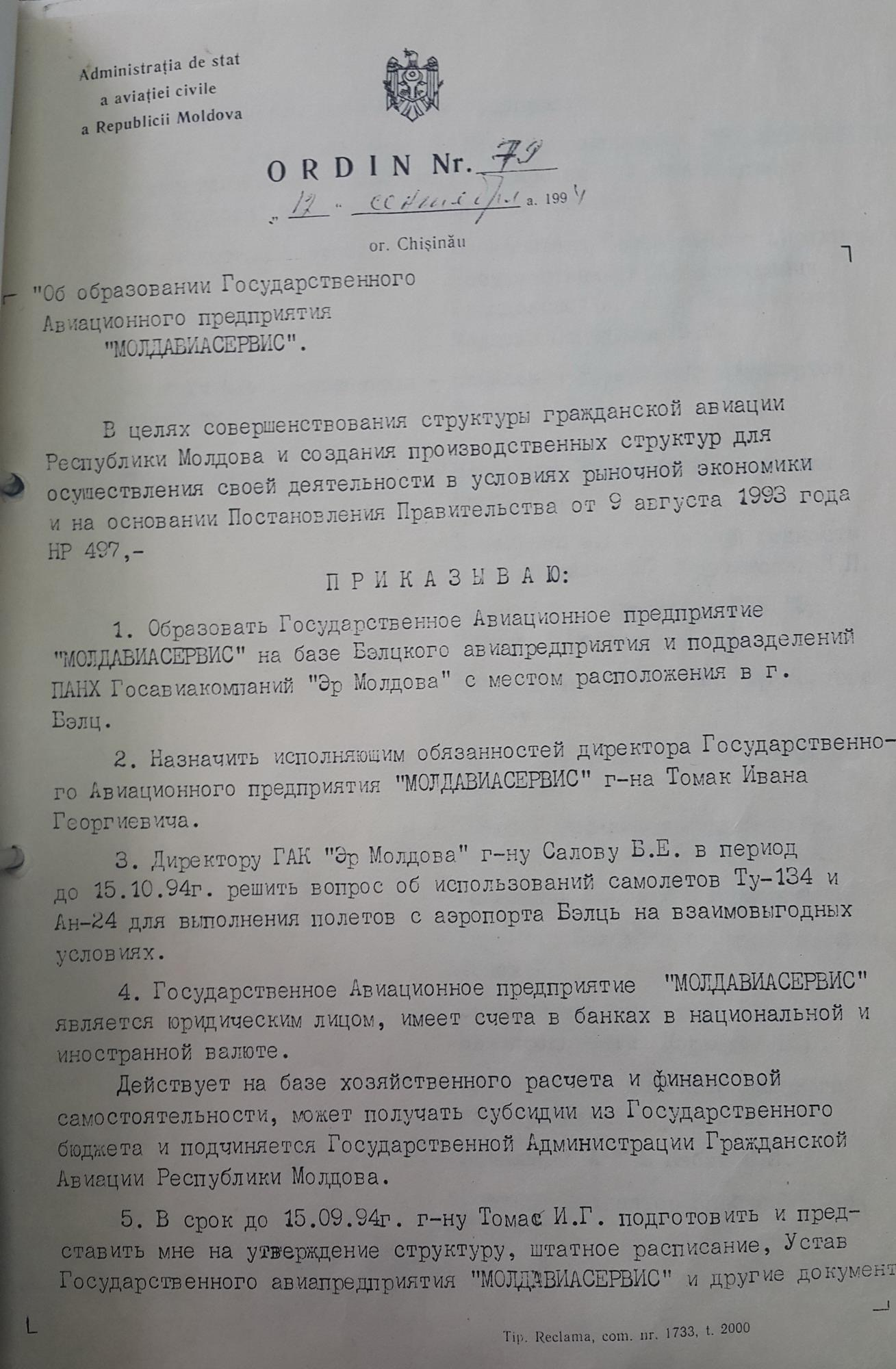
Orden n.º 79 de 17 de septiembre de 1994 sobre la creación de la empresa estatal Moldaeroservice en Bălți sobre la base de la Empresa de Aviación de Bălți y Air Moldova

Con la disolución de la Unión Soviética, el servicio de control y vigilancia del espacio aéreo se convirtió en un servicio independiente, delegado a la rama de Bălți de la empresa estatal "MOLDATSA".
La Unidad de Aviación Combinada de Bălți, que se convirtió en la Empresa de Aviación Bălți, se reorganizó y pasó a llamarse en 1994 "Moldaeroservice". Así, la empresa se convirtió en una compañía autosuficiente como "Moldaeroservice" con su propio balance, teniendo bajo su gestión: el Aeropuerto Internacional Bălți-Leadoveni (145 ha), el Aeropuerto Bălți-Ciudad (136 ha), personal profesional, edificios y locales necesarios para el proceso tecnológico y de producción, aviones Antonov An-2 y helicópteros Mil Mi-2. Según el permiso de operador aéreo n.º Md 001, emitido por la Autoridad de Aviación Civil de la República de Moldavia, la empresa realiza las siguientes operaciones: vuelos de ambulancia aérea, vuelos de observación, vuelos para operaciones de búsqueda y rescate, vuelos publicitarios y de ocio, vuelos en beneficio del sector agrícola y forestal.
Según el certificado MD.145.0025, Moldaeroservice está aprobada como organización de mantenimiento para Antonov An-2 (ASH-62IR); Mil Mi-2 (GTD-350); C3; C5; C6; C7; C8; C9; C12; C13; C14; C18.

## Destinos

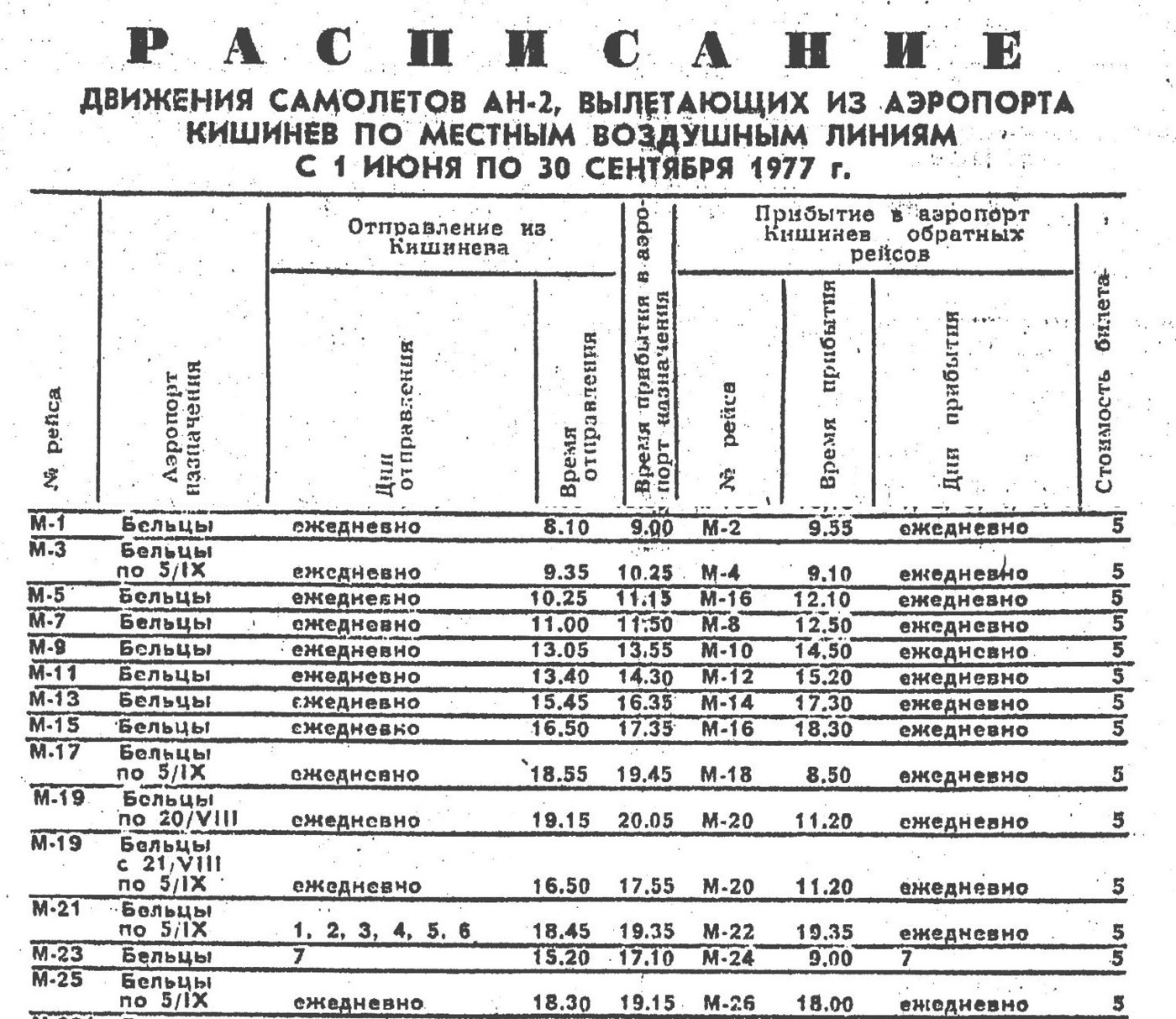
Vuelos regulares de 8a Bălți, 1977. El número de vuelos a Bălţi desde Chișinău es 7 veces superior al de cualquier otro destino doméstico intra-moldavo más popular.

Durante la existencia del aeropuerto de Bălţi-Ciudad, las principales aerolíneas que operaban vuelos regulares y chárter hacia/desde el aeropuerto de Bălţi-Ciudad a unos 30 destinos intra-soviéticos y domésticos moldavos eran Aeroflot, Moldaeroservice y Air Moldova. Moldaeroservice fue el último operador que operó desde el aeropuerto de la ciudad de Bălți.
Se prestaron servicios directos al territorio ampliado de las antiguas repúblicas socialistas soviéticas y a la red nacional de localidades de la República Soviética de Moldavia.
A finales de la década de 1980, el aeropuerto de Bălți-Ciudad, con su aeródromo y su helipuerto, servía principalmente para el tráfico nacional entre Bălți y los rajones del norte de Moldavia, sobre todo en agricultura y para las necesidades del servicio público.
| Compañías aéreas                    | Destinos |
| ----------------------------------- | --- |
| Aeroflot - líneas intra-soviéticas  | Moscú-Vnúkovo, San Petersburgo-Púlkovo, Kiev-Zhouliany, Chernivtsi, Leópolis, Ivano-Frankivsk, Simferópol, Odesa, Poltava |
| Аэрофлот - líneas internas moldavas | Chisináu, Ocnița, Cámenca, Soroca, Cahul, Cuhnești, Glodeni                                                               |
| Moldaeroservice                     | Chisináu |
| Air Moldova                         | Chisináu |

## Incidente
El 1 de marzo de 1950, un avión Lisunov Li-2 se estrelló en Bălți. El avión se estrelló al despegar del aeropuerto de Bălți-Ciudad y murieron tres pilotos.
El 10 de diciembre de 1961 se produjo un accidente de un técnico de aviación de la Unidad de Aviación 253.º de la Unidad de Aviación Combinada de Chișinău. Después de realizar tres vuelos matutinos desde el aeropuerto de Bălţi-Ciudad, el técnico de la aeronave visitó la cantina y se encontraba en estado de intoxicación alcohólica antes de iniciar los preparativos para el vuelo del Antonov An-2 (matrícula rusa СССР-41928). El piloto suspendido recibió instrucciones de preparar el avión An-2 para los vuelos de entrenamiento. Fue asistido por un técnico de aviónica junto con un mecánico de aviones, sabiendo que el técnico estaba borracho. Como resultado de su descuido, los extranjeros que visitaban a uno de los trabajadores del aeropuerto entraron en el avión. El técnico puso en marcha el motor y despegó con los pasajeros que se encontraban en el avión. Durante el rodaje, el piloto al mando y el copiloto intentaron detener el avión, pero salieron despedidos por el chorro de la hélice del avión. El padre de un pasajero menor de edad también intentó entrar en el avión en movimiento. El capitán del aeropuerto y el controlador del aeropuerto, a través de la comunicación por radio, intentaron persuadir al técnico de la aeronave para que dejara de rodar y no fue hasta después del despegue, a las 11:25, cuando el técnico de la aeronave comenzó a responder por radio, utilizando palabras obscenas. Se realizaron dos aproximaciones simuladas sobre el aeródromo. Al ver esto, el comandante del aeródromo dio instrucciones para detener completamente el acelerador y aterrizar. Sin embargo, el técnico de la aeronave aceleró y subió de nuevo a la altura. Volando a baja altura sobre la ciudad, la aeronave golpeó el poste del tendido eléctrico con su ala inferior izquierda, derribando parte del ala armada y el puntal interplanar del ala extendida. Luego, tras golpear los puntales en otros dos lugares, el avión destruyó el larguero izquierdo del tren de aterrizaje y, al perder velocidad, se estrelló contra una calle de la ciudad a las 11:43. Tras el accidente, un espectador abrió rápidamente la puerta y saltó del avión, el niño primero, seguido por el ingeniero de la aeronave. El avión se incendió y estalló en llamas. El ingeniero de la aeronave no resultó herido. Los pasajeros resultaron ligeramente heridos. No hubo heridos en el suelo.